# Die drei Lebenden und die drei Toten

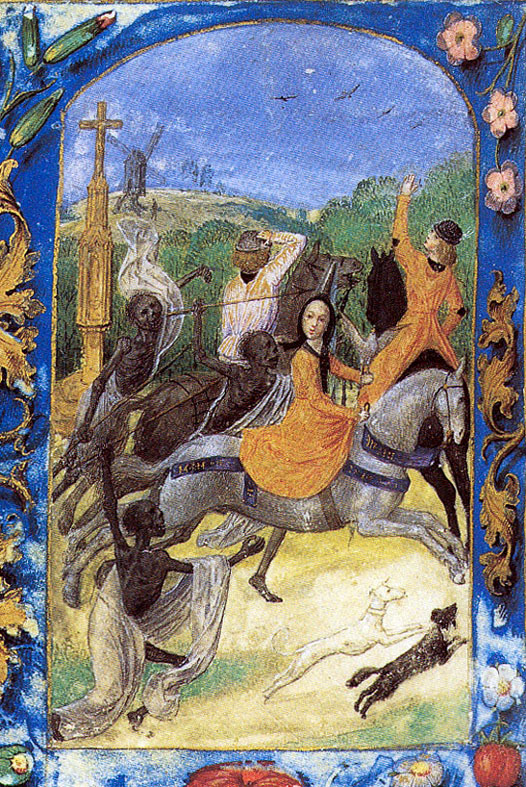
Maria von Burgund und ihre zwei Begleiter auf der Beizjagd von drei Toten verfolgt.

Die drei Lebenden und die drei Toten ist eine Legende, die seit dem 11. Jahrhundert in vielen europäischen Ländern in kleinen Variationen anzutreffen ist und das Zusammentreffen dreier Lebender mit drei Toten schildert. Dabei variiert sowohl die Darstellung der Figuren, als auch der Spruch der Toten an die Lebenden. Der französische Typus zeigt in der Regel junge Edelleute und, ihnen gegenüber, drei Skelette bei der Jagd. Im italienischen Typus hingegen führt ein Einsiedler die Jünglinge zu den in ihren Särgen liegenden Leichnamen.
Der Ursprung des Spruches der Toten, der die Nichtigkeit des Erdenlebens betont, wird der arabischen Poesie zugeschrieben. So lässt der arabische Dichter ʿAdī b. Zayd, als er mit dem König von Hira (um 580 n. Chr.) an Gräbern vorbeiritt, die Toten dem König zurufen:

„Wir waren, was ihr seid;
Doch kommen wird die Zeit,
 Und kommen wird sie euch geschwind,
wo ihr sein werdet, was wir sind.“

Das Motiv steht wie der Totentanz und der Triumph des Todes sinnbildlich für das mittelalterliche Mahnwort Memento mori. Eine gleichzeitige Darstellung der Topoi ist häufig, so etwa im Fresko „Triumph des Todes“ von Francesco Traini aus der Mitte des vierzehnten Jahrhunderts, in dem die drei Lebenden und die drei Toten abgebildet sind. Auch im Totentanz von Kientzheim war die Legende integriert.

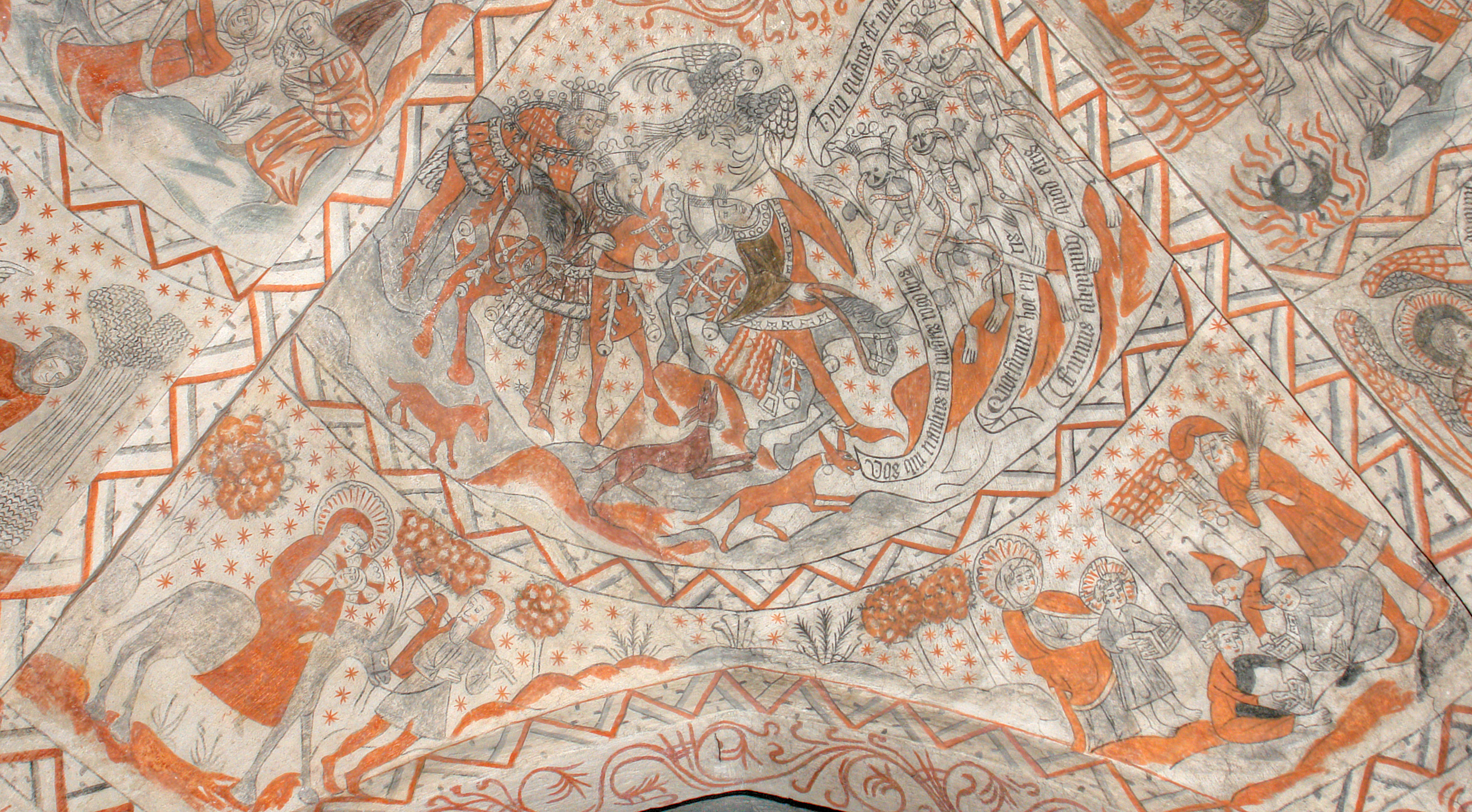
Fresko in der Kirche von Tuse – Begegnung von drei berittenen und drei toten Königen (um 1460–80)

Ein Fresko aus der Isefjordwerkstatt in der Kirche von Tuse (Dänemark) aus dem 15. Jahrhundert zeigt drei berittene Könige auf der Jagd, denen drei tote Könige begegnen, welchen Maden und Würmer entweichen. Diesen sind jeweils Spruchbänder zugeordnet. Auf dem des ersten Toten steht: „Vos qui transitis n(os)t(r)i me(m)ores rogo sitis“ (Ihr, die ihr vorüberzieht, ich bitte euch: Gedenkt unsrer), auf dem des zweiten: „Quod sumus hoc eritis“ (Was wir jetzt sind, sollet ihr einmal werden) und auf dem des dritten: „Fuimus aliquando quod estis“ (Wir waren einmal das, was ihr jetzt seid). Über ihren Köpfen liest man: „Heu qua(n)tus est noster dolor“ (Ach, wie groß ist unser Schmerz).
Ein Fresko an der Nordwand der Ruine der Knockmoy Abbey in Irland ist die Darstellung der drei toten und der drei lebenden Könige, mit der Untertitelung: „We have been as you are, you shall be as we are“. Die drei toten Könige, auch bekannt unter dem lateinischen Titel „De Tribus Regibus Mortuis“ oder als „Die drei lebenden und die drei Toten“, sind ein mittelenglisches Gedicht aus dem 15. Jahrhundert. Es wird in der Handschrift MS Douce 302 gefunden und seine Urheberschaft wird mitunter dem Shropshire-Priester, John Audelay (gest. 1426) von Haughmond Abbey zugeschrieben.
In Deutschland sind Bilder dieser Legende unter anderem in der Badenweiler Pauluskirche, der Pfarrkirche Mariä Himmelfahrt in Cham, der Wallfahrtskirche Maria Himmelfahrt in Eriskirch, der Kirche St. Jodokus in Überlingen und in der Heiligen-Geist-Kirche in Wismar erhalten; in der Schweiz in der Kapelle St. Eusebius in Breil/Brigels und in der St. Martin auf Kirchbühl in Sempach.